# (233) Asterope
(233) Asterope – planetoida z grupy pasa głównego asteroid okrążająca Słońce w ciągu 4 lat i 125 dni w średniej odległości 2,66 j.a. Została odkryta 11 maja 1883 roku w Marsylii przez Alphonse Borrelly’ego. Nazwa planetoidy pochodzi od Sterope, jednej z Plejad w mitologii greckiej.